# Estilpón de Mégara
Estilpón (en Griego Στίλπων) (360 a. C. a 280 a. C.) fue un discípulo de Diógenes de Sinope y el representante de la escuela megárica, que criticaba la teoría platónica que enunciaba la imitación mutua entre la realidad sensible y el ser. Antes de encabezar la escuela megárica había pasado por la escuela cínica, probablemente por influencia de Diógenes de Sinope.
Aplicó el eleatismo a la doctrina del bien, consistente para él en la impasibilidad del alma ("todos mis bienes están conmigo"). Se dio a conocer también como gran discutidor, dominante de la erística, como todos los megáricos. En todas sus discusiones, como seguidor de Sócrates, busca hacer valer siempre lo general ante la evidencia de lo particular, esto es: el concepto razonado ante el argumento físico del esto.
El poeta y filósofo Timón el Silógrafo y Menedemo de Eretria, que despreciaba a Platón y a Jenócrates, fueron algunos de sus discípulos. 

## Influencia en el Estoicismo
Estilpón tuvo una gran influencia en el desarrollo del estoicismo. Aunque no fue estoico, muchos de sus conceptos filosóficos fueron adoptados y refinados por Zenón de Citio, el fundador de la escuela estoica. Estilpón enfatiza la importancia de la autosuficiencia y el control de las emociones, ideas que resonaron profundamente en el pensamiento estoico.
Zenón estudió con Estilpón durante un tiempo y adoptó varias de sus enseñanzas sobre la necesidad de una vida guiada por la razón y la virtud. En particular, la noción de la apatheia (ausencia de pasiones), fundamental en el estoicismo, se inspiró en el énfasis de Estilpón sobre la imperturbabilidad del alma y la independencia de las circunstancias externas. Además, su enfoque en la autarquía (autosuficiencia) fue una piedra angular para los estoicos, quienes promueven una vida en armonía con la naturaleza, libre de necesidades superfluas.